# Hunte (flod)

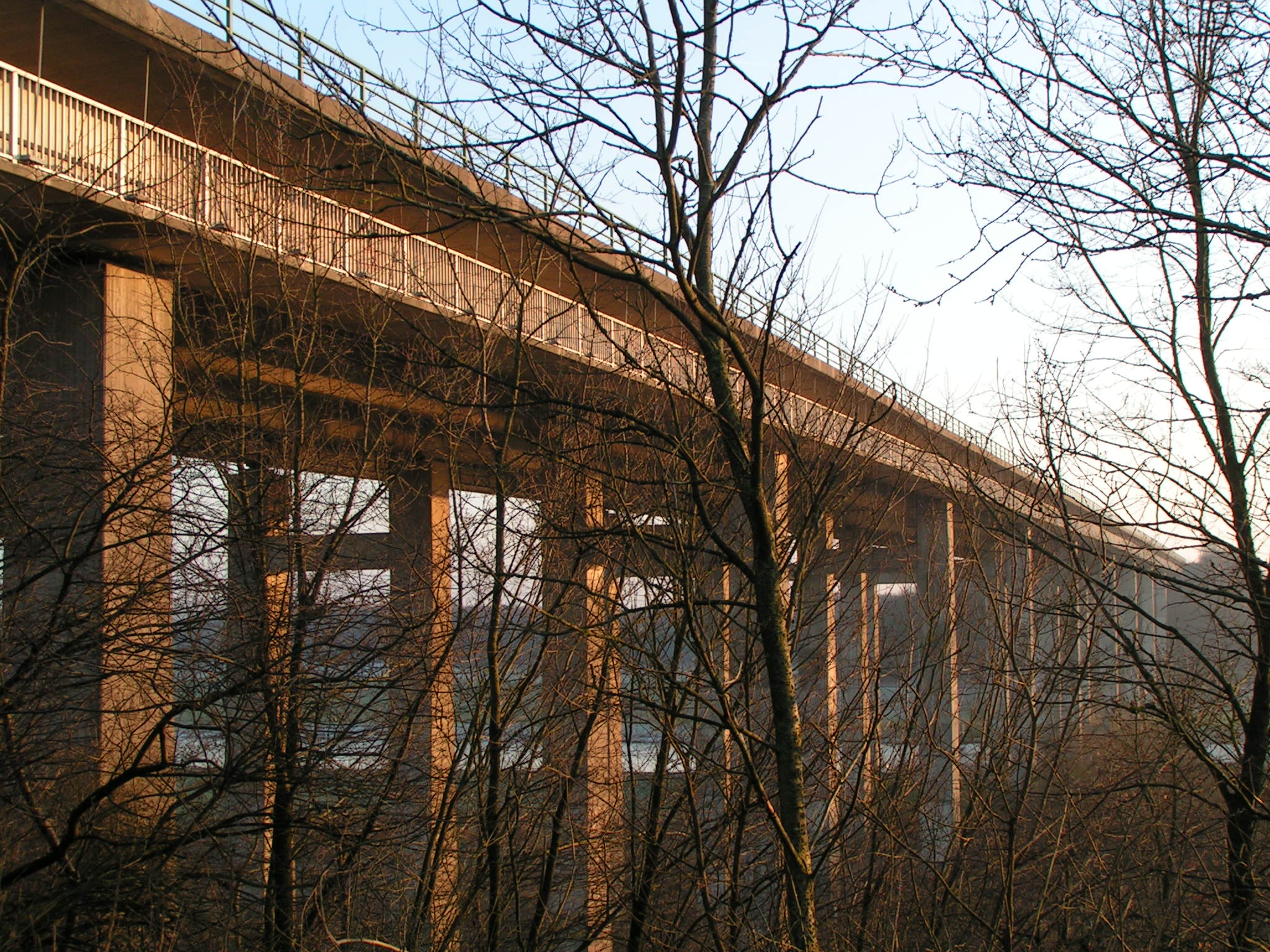
Bro för motorväg över Hunte

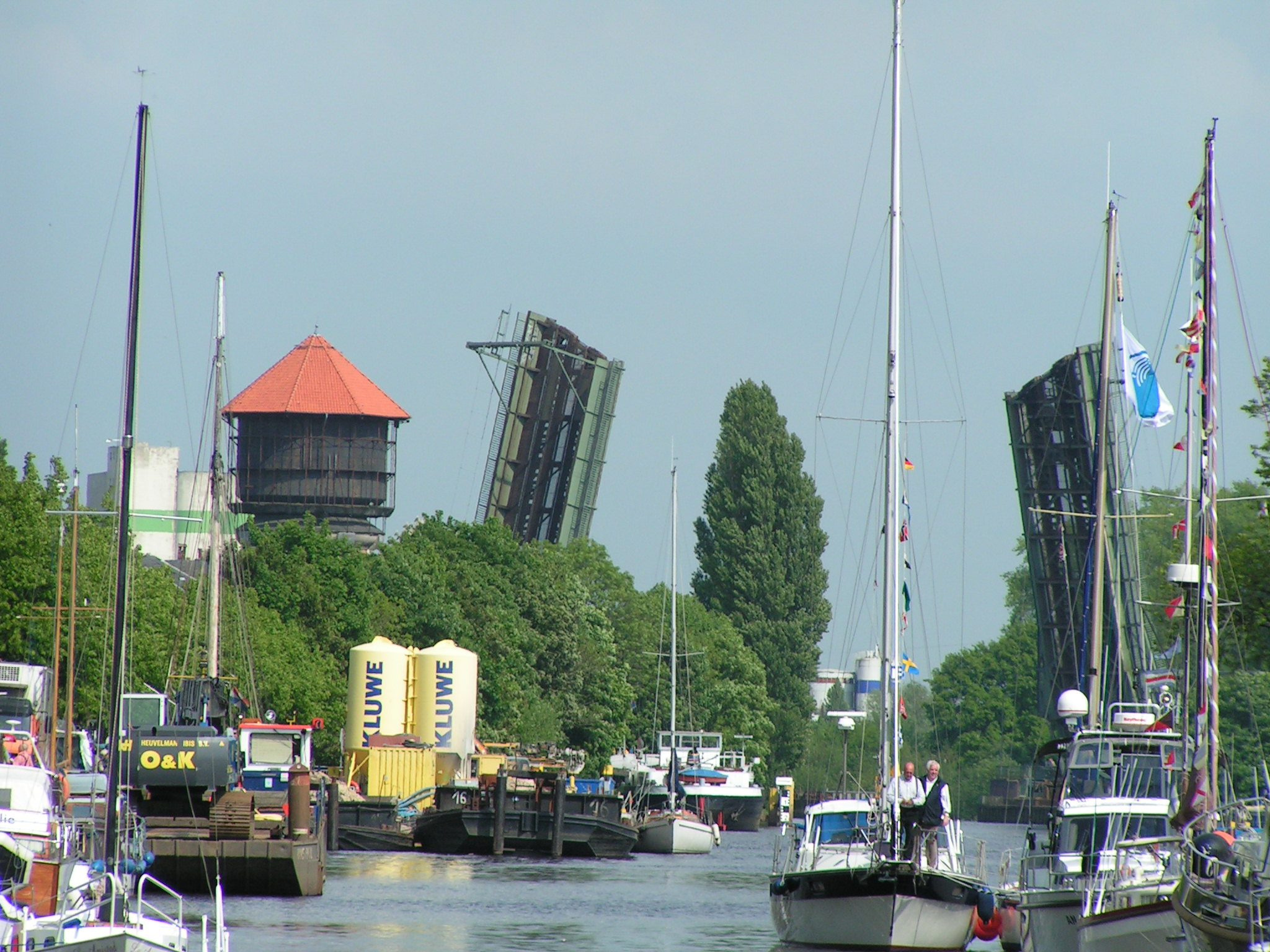
Järnvägsbro över Hunte

Hunte är en flod i Niedersachsen, Tyskland. Den är med sina 189 km det näst längsta biflödet till Weser (längst är Aller). Den största staden längs Hunte är Oldenburg.
Avsnittet närmast ovanför Oldenburg är populärt som paddelled. I sitt övre lopp genomflyter Hunte sjön Dümmer.